# Nordiska väsen
Nordiska väsen är ett skräckrollspel baserat på den illustrerade boken Nordiska väsen av Johan Egerkrans som ges ut av Fria Ligan. Spelet utspelar sig i ett folkloristiskt Norden under 1800-talet, fyllt av folktro och sagoväsen. Spelet är skapat av Nils Hintze och använder sig av en modifierad version av spelmotorn År Noll, ursprungligen från Mutant: År Noll. Spelet ges ut på svenska och engelska, varav den engelska utgåvan finansierades med gräsrotsfinansiering via Kickstarter och drog in drygt 2,7 miljoner kronor.

## Utgivet material
- Nordiska väsen (2020[2]) - rollspel i 1800-talets Norden  (engelsk titel: Vaesen - Nordic Horror Roleplaying)
- En grym hemlighet & Andra Mysterier (2020[3]) - Äventyr (engelsk titel: A Wicked Secret & Other Mysteries)
- Nordiska Väsen: Årstidernas mysterier (2022) - Äventyr (engelsk titel: Vaesen - Seasons of Mystery)